# Технологічний комплекс
Технологічний комплекс — сукупність функціонально взаємозв'язаних засобів технологічного оснащення для виконання в регламентованих умовах виробництва заданих технологічних процесів чи операцій. Зокрема — одна з декількох технологічних ліній заводу.
Різновиди
Роботизований технологічний комплекс — гнучка виробнича система (модуль), в якій автоматично діючі машини (в тому числі промислові роботи), пристрої, пристосування реалізують всю технологію виробництва, за винятком функцій управління і контролю.
Автоматизований технологічний комплекс — сукупність спільно функціонуючих технологічного об'єкта управління (ТОУ) і керуючої ним АСУ ТП.